# Зміїний політ
Зміїний політ (англ. Snakes on a Plane) — американський фільм 2006 року, режисера Девіда Р. Елліса. Слоган фільму «Сядьте. Приготуйтеся. І нехай вам буде страшно!»

## Сюжет
Молодий хлопець Шон стає мимовільним свідком вбивства на Гаваях прокурора одним з членів якудзи Едді Кімом. Шон бажає дати показання і засадити бандита за ґрати. Під опікою двох агентів ФБР його намагаються переправити в Лос-Анджелес звичайним пасажирським рейсом, але першим класом.
Мафія, довідавшись про це, вантажить на літак контейнер з квітами, де, крім квітів, знаходиться велика кількість отруйних змій. Після закінчення певного часу польоту змії вибираються назовні й починають кусати живих людей, а також псувати обладнання. Настільки агресивна поведінка змій пояснюється тим, що їх обприскали якимись феромонами, які сприяють агресії.
Кілька пасажирів гинуть від укусів. Решта барикадуються на одній з палуб. Агент Невілл Флінт організовує відсіч гадів. Ситуація ускладнюється тим, що від укусів гинуть командир повітряного корабля, а потім і другий пілот. На землі тим часом спішно знаходять експерта зі змій, але той повідомляє неприємну звістку: на борту літака різні змії з усіх куточків землі. Знайти всі варіанти протиотрути буде вельми непростим завданням, але, з усім тим, це вдається. Флінт, після аналізу ситуації, приходить до вкрай ризикованого варіанту — розгерметизація корпусу літака, щоб знизити температуру і тиск і знешкодити небезпечних тварюк. За штурвал сідає один з пасажирів, який до цього мав досвід польотів тільки на ігровій приставці. Спільними зусиллями літак вдається посадити.

## У ролях
- Семюел Л. Джексон — агент Невіл Флінт
- Натан Філіпс — Шон
- Джуліанна Маргуліс — стюардеса Клер
- Боббі Каннавале — агент Харріс
- Флекс Александр — репер Тріджіс
- Санні Мабрі — стюардеса Тіфані
- Девід Кокнер — пілот Рік
- Ельза Патакі — Марія
- Лін Шейн — Грейс
- Тейлор Кітч — Кайл
- Брюс Джеймс — Кен
- Кенан Томпсон — Трой
- Том Батлер — капітан Сем МакКеон

## Цікаві факти
- У ході виробництва картини стався унікальний випадок. Шанувальники перспективного проєкту, що стежили за знімальними перипетіями в Інтернеті, змусили кіноробів перезняти низку сцен, щоб рейтинг картини змінився з «PG-13» на більш жорсткий — «R». У березні 2006 року (через 6 місяців після завершення основної частини зйомок) під ці цілі було виділено 5 додаткових днів.
- Першим вибором продюсерів на позицію режисера картини став Ронні Ю. Постановник «Фредді проти Джейсона» взявся за роботу з величезним ентузіазмом, але був звільнений у зв'язку з творчими розбіжностями й роздуванням бюджету. На зміну прийшов Девід Р. Елліс.
- Семюел Л. Джексон погодився на запропоновану йому роль лише завдяки назві. У ході зйомок назва фільму спробували було змінити на «Pacific Air Flight 121», але Сем тут же поставив ультиматум — або картина зберігає свою первинну назву, або він залишає проєкт.
- За чутками на прем'єрах «Зміїного польоту» в деяких американських містах (зокрема, Фенікс, Аризона) в зали кінотеатрів запускали реальних гримучих змій для більшого страху глядачів.